# Mercedes Concepcion
Mercedes Concepcion, née le 10 juin 1928, est une spécialiste philippine de la démographie et des sciences sociales, nommée scientifique nationale des Philippines en 2010. 
Elle préside notamment la Commission de la population des Nations Unies, l'Union internationale pour l'étude scientifique de la population, le Comité chargé de réviser le système statistique philippin, et le Conseil philippin des sciences sociales.
Surnommée la « Mère de la démographie asiatique » pour ses contributions aux études de population et aux politiques régionales, elle est nommée en 2002 « première démographe philippine » par la Philippine American Foundation. Elle remporte le Prix de la population des Nations Unies en 2005 pour son travail remarqué dans le domaine des études démographiques sur le développement social et économique, l’urbanisation, la santé publique et le bien-être. Mercedes Concepcion est notamment vice-présidente du Conseil exécutif de l'Académie nationale des sciences et de la technologie (NAST), administratrice du Centre philippin pour la population et le développement (PCPD), et de la Fondation pour le développement des adolescents.

## Biographie

### Formation
Mercedes Concepcion obtient en 1951 une licence en chimie à l'université des Philippines. Elle étudie de 1953 à 1954 la biostatistique à l'École d'hygiène et de santé publique de l'université de Sydney dans le cadre de la bourse du Plan de Colombo pour le développement coopératif économique et social des pays de l'Asie et du Pacifique. Plusieurs années après, elle reçoit une autre bourse du Population Council de New York pour poursuivre un doctorat en sociologie à l'université de Chicago.

### Carrière et recherche
Après ses études à l’université de Sydney, Mercedes Concepcion retourne aux Philippines en 1955 et y devient la première Philippine membre du personnel du Centre de formation statistique des Nations Unies à l’université des Philippines. Après avoir terminé son doctorat à l’université de Chicago, elle retourne dans son pays pour y occuper plusieurs postes de direction. Elle est membre et présidente du comité préparatoire des conférences sur la population asiatique en 1963, 1972, 1984 et 1994. Mercedes Concepcion travaille aussi avec le Vatican comme l'un des deux membres asiatiques de la Commission de contrôle des naissances en 1964. Cette commission contibue en 1968 à la rédaction de l'encyclique Humanae Vitae. Elle devient également la première directrice du nouvel Institut de population de l'université des Philippines en 1964.
Elle devient en 1967 la première et unique représentante des Philippines auprès de la Commission de la population des Nations Unies (ONU). De plus, Mercedes Concepcion est la première femme à présider cette même Commission de 1969 à 1977, et la première femme asiatique à être élue présidente de l'Union internationale pour l'étude scientifique de la population en 1981-1985,.
À la fin des années 1970 et au début des années 1980, elle dirige l'Organisation des associés démographiques (ODA), composée d'instituts de population asiatiques. Elle y met en œuvre des études de recherche sur la migration, sur l’urbanisation, sur les personnes âgées et sur les questions de population et de développement. Elle préside également le Comité directeur sur les déterminants sociaux et psychologiques de la régulation de la fertilité de l’Organisation mondiale de la santé (OMS). Ce comité examine les propositions des programmes de recherche et d’action pour leur financement.
Mercedes Concepcion préside en 1986 le Comité chargé de réviser le système statistique philippin. Environ vingt ans plus tard, elle est de nouveau nommée au Comité de révision du système statistique philippin, qui préconise la mise en place de l'Autorité philippine des statistiques, finalement adoptée le 31 octobre 2013. Ses analyses conduisent à la création du Conseil national de coordination statistique ainsi qu'à la réorganisation d'agences comme l'Office national des statistiques, le Centre de recherche et de formation statistiques, le Bureau des statistiques agricoles et le Bureau des statistiques du travail et de l'emploi.
Elle s'implique aussi dans différentes organisations de sciences sociales. Elle est des membres fondateurs du Conseil philippin des sciences sociales et en est la première présidente. Elle reste un membre actif de la Société philippine de sociologie, de l'Association philippine de statistique et de l'Association philippine de la population.
En plus de ses fonctions dans les instances nationales philippines, Mercedes Concepcion est consultante pour plusieurs instances internationales comme le Fonds des Nations unies pour la population, le Programme des Nations unies pour le développement, le Bureau de statistique des Nations Unies, l'Institut de formation et de recherche des Nations Unies pour la promotion de la femme et la Commission économique et sociale pour l'Asie et le Pacifique.

## Prix et reconnaissance
En 2002, Mercedes Concepcion est nommée « première démographe philippine » par la Philippine American Foundation.
En 2005, elle remporte le Prix de la population des Nations Unies pour ses travaux sur les études démographiques portant sur le développement social et économique, l'urbanisation, la santé publique et le bien-être.
En 2010, elle reçoit le titre honorifique de « scientifique nationale des Philippines » selon la proclamation signée par la présidente Gloria Macapagal-Arroyo.